# Porphyrinia chalybea
Porphyrinia chalybea là một loài bướm đêm trong họ Noctuidae.